# Kema
La Kema (in russo Кема?) è un fiume dell'Estremo oriente russo, tributario del Mar del Giappone. Scorre nel Ternejskij rajon del Territorio del Litorale.
Il fiume ha origine sul versante orientale della catena Sichotė-Alin', vicino al suo spartiacque principale, ad un'altitudine di 1 090 m. Scorre in direzione sud, poi sud-est e sfocia nel Mar del Giappone, vicino al villaggio di Velikaja Kema. La lunghezza è di 119 km, il bacino idrografico è di 2 720 km². La sua larghezza prima della foce è di 50 - 70 m. La profondità arriva fino a 3,2 m. In estate sono frequenti le alluvioni, causate soprattutto da piogge intense e prolungate.
Il fiume è popolare per il turismo acquatico. Le gare si svolgono nel medio corso del fiume dove ci sono diverse rapide difficoltose.